# Pempheris xanthoptera
Pempheris xanthoptera är en fiskart som beskrevs av Tominaga, 1963. Pempheris xanthoptera ingår i släktet Pempheris och familjen Pempheridae. Inga underarter finns listade i Catalogue of Life.